# Период Хэйан
Период Хэйа́н (яп. 平安時代 хэйан-дзидай) — период в истории Японии с 794 по 1185 год. Слово «Хэйан» в переводе означает мир, спокойствие.
Хэйан начинается с переноса имперской столицы из Нары в город Хэйан-кё (平安京, современный Киото) и завершается морской битвой при Данноура, в которой дом Минамото разгромил дом Тайра.

## Исторический очерк

### Выбор столицы
В 784 году император Камму решил перенести столицу из Нары, тем самым он хотел уйти из-под нараставшего влияния и власти буддийского духовенства. В то время в Наре существовало 1600 буддийских храмов, 400 синтоистких святилищ.
Первоначально местом следующей столицы был выбран город Нагаокакё в провинции Ямасиро (нынешняя префектура Киото). Ответственным за строительство новой столицы был назначен Фудзивара-но Танэцугу, представитель близкого к престолу влиятельного рода Фудзивара. Когда строительство было уже практически завершено, Танэцугу был убит младшим братом императора Саварой. Император Камму воспринял эти события как плохое предзнаменование и бросил почти уже построенный город, несмотря на тот факт, что на строительство ушли годовой национальный бюджет и почти 10 лет тяжкого труда 300 000 работников. Савару заморили голодом, его союзников по заговору убили или изгнали. Последовавшие затем продолжительная болезнь прямого наследника престола и внезапная смерть его матери стали считаться местью духа Савары, которого стали задабривать подношениями и перезахоронили в императорской усыпальнице в особом храме.
В итоге было выбрано новое место для столицы. Оно находилось в долинах рек Камо и Кацура, связывавших планируемый город с оживлённой морской бухтой Нанива (в будущем — Осака). Изначально город получил название Хэйан-кё — «Столица мира и спокойствия». Лишь много лет спустя его стали называть Киото (Столичный город).

#### Структура города
Хэйан, подобно своим предшественникам, был построен по образцу «сетчатой» застройки китайской столицы Чанъань (нынешний Сиань), но он был защищён не стенами, а круговым рвом. Японцы заимствовали у Китая не только идею планировки, но и практику фэн-шуй — искусства выбора благоприятного места для строительства домов. Протекавшие рядом реки снабжали его пресной водой и соединяли с морем. Город был спроектирован в виде прямоугольника протяжённостью 4,5 км с востока на запад и 5,2 км с севера на юг, который был разделён надвое улицей Судзаку Одзи («Улица Красной Птицы»), идущей с севера на юг. Улица была шириной 85 метров, в её южной оконечности находились храмы, а в северном конце — великолепный дворец.
В городе было два рынка, расположенных симметрично в восточной и западной части города. Каждый из 1200 городских кварталов (бо) делился на 16 частей (тё) по 1450 м². Из-за того, что город как бы спускался со склона холма, оказалось удобным провести вдоль улиц систему водоснабжения. Все религиозные сооружения, за исключением двух храмов в южной части города, находились за пределами города.

### Доминирование рода Фудзивара
Отсчёт доминирования рода Фудзивара идёт с 858 года, когда Фудзивара-но Ёсифуса (глава клана) возвёл на трон своего сына, а самого себя сделал регентом. Все важнейшие посты в правительстве стали наследственными и их заняли члены рода Фудзивара. Была упразднена прежняя, заимствованная из Китая, система продвижения по службе путём сдачи экзаменов. Вошло в традицию женить императоров на женщинах из клана Фудзивара и назначать кронпринцев только из этой императорской линии. Поэтому все государи эпохи Хэйан имели Фудзивара в роли дедушек, дядей, двоюродных братьев, шуринов, а также регентов, канцлеров и просто менторов. В конце X века власть Фудзивара достигла таких размеров, что императоры назначались и отрекались от престола только по их воле. Пик могущества Фудзивара приходится на время регентства знаменитого царедворца Фудзивара-но Митинага (конец X — начало XI веков). В 999 году его старшая дочь Сёси стала женой императора Итидзё, а в 1008 году у неё родился сын (будущий император Го-Итидзё).
Вот как описывает знаменитая писательница, придворная дама Мурасаки Сикибу в своём дневнике поведение Митинаги при встречах с дочерью и внуком:
«Митинага навещал её [государыню] и ночью и на рассвете… Ребёнок ещё ничего не понимал, но Митинагу это не смущало, он поднимал его на вытянутых руках и забавлялся с ним, услаждая своё сердце. А однажды мальчик вконец забылся, и Митинаге пришлось распустить пояс, чтобы высушить одежду на огне за помостом. „Глядите! — радостно восклицал он. Мальчишка меня обрызгал. Один брызгает, другой сушится — всё идёт как надо!“».
Клан Фудзивара обладал огромным влиянием на тэнно вплоть до середины XII века. При этом следует помнить, что во-первых, на протяжении эпохи Хэйан были периоды, когда род Фудзивара не играл ведущей роли в государстве. Так, императоры Уда и Дайго были самостоятельными лидерами, которые стремились уравновесить влияние рода Фудзивара, привлекая к управлению другие роды (Миёси, Сугавара). Позиции Фудзивара также серьёзно пошатнулись после создания системы инсэй. Во-вторых, род Фудзивара нельзя считать монолитным и единым блоком, противостоявшим тэнно и другим знатным родам. К середине IX века существовало четыре основных ветви этого клана, наиболее влиятельной была северная ветвь Фудзивара (яп. хоккэ Не путать с северными Фудзивара, породнившимися с знатными родами эмиси). Многие Фудзивара служили в провинции, либо занимали незначительные должности в столице.
Одним из ярких эпизодов политической борьбы эпохи Хэйан является биография блистательного учёного, каллиграфа и государственного деятеля Сугавара-но Митидзанэ (845—903). Его предки отличались талантами и учёностью, дед был наставником императора Камму. В 898 году, при императоре Уда, Митидзанэ был назначен правым министром. Столь высокий пост занимался обычно значительно более родовитыми сановниками, прежде всего из клана Фудзивара. Его дочь стала одной из жён тэнно, а Митидзанэ в 901 году получил 2-й придворный ранг. Фудзивара в лице левого министра Фудзивара-но Токихира оклеветали даровитого сановника, который якобы хотел свергнуть тэнно и возвести на трон своего внука. Митидзанэ был назначен на малозначительную должность в провинции, а фактически сослан и вскоре умер. Вслед за этим на императорскую родню и род Фудзивара посыпались неприятности. С 908 года начали умирать недруги Митидзанэ. В 909 году занемог Фудзивара-но Токихира. Лекарства ему не помогали и один из навестивших его увидел как из правого и левого уха министра вылезли головы голубых змей и возвестили страшные слова о намерении духа Митидзанэ отомстить. Вскоре 39-летний Токихира скончался, а затем умерли его дочь, бывшая наложницей государя, старший и средний сыновья. «Люди этого рода умирали до сорока лет и ни у кого не было потомства», — говорится в Китано Тэндзин энги.
Император, прочие царедворцы и все Фудзивара перепугались. Чтобы задобрить дух Митидзанэ, ему посмертно был дарован 1-й придворный ранг и должность дайдзё-дайдзина (великого министра).
В 947 году в Китано около Хэйан было построено синтоистское святилище, куда поместили его учёные труды. В 988 году он был признан божеством синто Тэмман-тэндзином, покровителем наук и каллиграфии. Его культ по сей день очень популярен среди японских студентов.

#### Структура государственного управления
В период Хэйан структура государственного управления, заимствованная из Китая в эпоху Нара, подверглась значительным изменениям. Тип политической системы, сложившийся в Японии к началу X века и просуществовавший почти до конца XII века, в историографии называют «отё кокка» (яп. 王朝国家 о:тё: кокка, монархическое государство), в противоположность «рицурё кокка» — периода второй половины VII—VIII веков).
Социально-экономические изменения в Японии привели к необходимости дополнения законодательных сводов периода Нара Тайхо рицурё и Ёро рицурё. В 833 году комиссией под руководством правого министра Киёвара-но Нацуно был создан текст с толкованиями гражданских статей рё («Рё-но гигэ» из 10 свитков). Примерно в 877—886 годах по частной инициативе было составлено «Рё-но сюгэ» («Собрание комментариев к законам рё»). Два новых типа юридических актов — кяку и сики дополнили гражданские (рё) и уголовные (рицу) законы периода Нара. Кяку изменяли содержание рё, сики были внутриведомственными инструкциями. Знаменитым сборником кяку является «Руйдзю сандай кяку» («Классифицированный сборник нормативных установлений трёх периодов», начало X века). Сики собраны в «Энгисики» («Внутриведомственные инструкции периода Энги») из 50 свитков и 3300 статей.
При несовершеннолетнем императоре все важные дела решал регент сэссё, а при взрослом — кампаку. Левый министр обладал основными властными полномочиями, во время его отсутствия его замещал правый министр. Соответственно, существовали левая и правая ревизионные канцелярии. Им, в свою очередь, подчинялись различные ведомства — церемониальное, налоговое, военное, судебное; палаты — музыкальная, наук и образования, посольств и монастырей; управления — финансовое, кавалерийское, флота, строительное, охотничье, кухонное, императорских гробниц, благовоний, вин, императорской родословной, тёмного и светлого начал (гадательно-заклинательное); отделения — надзора за охраной дворцовых ворот, дворцового убранства, швейное, ткачества, лаковых изделий, тюрем и другие.
В период Хэйан были созданы и новые органы, не предусмотренные в законах периода Нара. С участием тэнно стали проводиться дзин-но садамэ — совещания высшей знати в помещении левой дворцовой стражи. В 810 году была образована личная канцелярия императора куродо докоро, а в 816 году — кэбииситё (яп. 検非違使庁), обладавшее не только большой полицейско-административной властью, но и судебными полномочиями.
С середины периода Хэйан всё больше проявляется тенденция к монополизации придворных должностей конкретными знатными родами, окончательно теряет своё значение идея назначения на пост после прохождения экзаменов. Тем самым завершается процесс аристократизации бюрократии. Важнейшие посты в эпоху Хэйан занимали в первую очередь не из-за особых заслуг или способностей, но по иному критерию: знатности происхождения. При этом внутри каждого именитого клана также существовала жёсткая конкуренция за «место под солнцем» в придворной иерархии. Таким образом, хэйанскую элиту формировали, во-первых, могущественные «столичные» аристократические фамилии, чьи отпрыски занимали важнейшие придворные должности. В 815 году были созданы «Синсэн сёдзироку» («Вновь составленные родовые списки»), в которые были внесены 1182 именитых рода, а на первом месте находились потомки Аматэрасу, то есть императорский дом. Во-вторых, это средне- и низкоранговые аристократы (некоторые управители провинций, главы военных домов). В-третьих, это руководящая верхушка буддийских монастырей и синтоистских святилищ. В-четвёртых, это провинциальная знать.
С упадком надельной системы землевладения произошла реорганизация налоговой системы. Вместо подушного налогообложения людей, внесённых в подворные списки государства рицурё (это обязаны были делать уездные начальники, которые в Японии формировались из общинной знати — куни-но мияцуко), возникла налоговая система на основе поземельного налогообложения мё — хозяйств богатых крестьян. Налоги и повинности теперь стали собирать чиновники провинциальных управ (кокуга). Переделы земель раз в шесть лет между крестьянами прекратились, государственные земли стали сдаваться в аренду провинциальными управами богатым крестьянам (тато, мёсю) и землевладельцам (дого).
Резко повысилась роль провинциальных наместников кокуси (яп. 国司). Их должности были доходными, поскольку в их руках был сбор налогов в казну. Столичные аристократы, получив место управителя провинции, как правило, оставались в столице и направляли вместо себя заместителя (мокудай). Лично отправлявшиеся в провинцию чиновники, назначенные кокуси, назывались дзурё (яп. 受領), ими обычно были средне- и низкоранговые аристократы.
Но государственная машина работала плохо, не так, как хотелось бы центральным властям. Чиновников намного больше волновали новые назначения при дворе, чем практические задачи управления страной. Многие деловые процедуры были упрощены или даже попросту игнорировались.

#### Создание «Монастырского правительства»
В XI веке была создана система инсэй — монастырское правительство. Пытаясь уйти из-под тяжёлой руки рода Фудзивара, император добровольно отрекался от трона в пользу наследника, а сам в это время принимал монашеский сан и как бы удалялся от мира. На самом деле император-монах имел свой двор, стражу, придворных и т. д. В 1095 году появилась личная дружина отрёкшегося императора (хокумэн-но буси), в неё входили воины из провинций. Император был сильно стеснён в своём поведении ритуальными и религиозными ограничениями и табу как верховный жрец синто, а также придворным церемониалом как глава империи. Отрёкшийся тэнно обладал гораздо большей свободой действий.
Почти сто лет (с конца XI до конца XIII века) оказывали реальное влияние на дела правления императоры-иноки Сиракава, Тоба и Го-Сиракава. Из своего уединения государь-инок пытался управлять государством, ведя борьбу с родом Фудзивара за важнейшие посты в правительстве, новые земли, поместья. Система инсэй постепенно ослабила контроль Фудзивара.

#### Социально-экономические перемены
Под властью Фудзивара произошли и серьёзные социальные перемены в японском обществе. Ещё в период Нара правительство вводило в оборот новые земельные участки из-за нехватки государственных земель. Ради этого поддерживались любые усилия частных лиц, которые по закону могли получать поднятую целину в вечное владение. В результате этого в руках знати, монастырей и храмов оказались крупные земельные вотчины — сёэн. Таким образом, потерял практическое значение основной принцип реформ Тайка, идея которых была в выделении крестьянам равных наделов на каждого члена семьи в 5-летнюю аренду. В IX веке переделы земли перестали проводиться, тогда как ранее, по законам годов Тайхо и Ёро переделы крестьянских земель должны были осуществляться раз в шесть лет. В итоге наблюдался рост сектора частного землевладения, часто в ущерб государственной казне. Контроль центрального правительства над земельным фондом ослаб. Ранние сёэн (VIII—IX века), как правило, не имели налогового иммунитета и платили налоги в казну. Государство первое время покровительствовало появлению храмовых сёэн, жалуя монастырям и святилищам земли для их нужд. Свои частные вотчины были не только у знатных родов, но и у императорского дома. При императорах Уда и Дайго были обнародованы указы о сдерживании роста частного землевладения, которые однако не выполнялись.
В 1069 году были изданы новые законы о ликвидации сёэн, созданных после 1045 года, а также ликвидировались более ранние сёэн, созданные без соответствующих документов и разрешений. Вместе с тем, этот указ фактически признавал сёэн, оформленные должным образом. При императоре Сиракава несколько раз проводились тотальные ревизии всех сёэн (в том числе принадлежавших Фудзивара).
В IX веке налоговое бремя на территории сёэн было для крестьян легче, чем на государственных землях. Это было одной из причин их массового переселения на земли сёэн. В сёэн также существовала своеобразная практика социальной защиты для живущих в ней земледельцев и иных категорий населения: материальная помощь нуждающимся, в крупных сёэн имелись учреждения, куда помещались больные и др..

#### Появление самурайского сословия
К эпохе Хэйан относится становление самурайства (буси). В период Нара действовала своего рода рекрутская система — на военную службу могли призываться взрослые мужчины, зарегистрированные в подворных списках (система «гундан хэйсисэй» (яп. 軍団兵士制). Получалось, что с каждой из более чем 60 провинций можно было собрать примерно по тысяче солдат. Такая огромная армия нужна была для сдерживания потенциальной угрозы со стороны империи Тан и отстаивания великодержавных интересов Японии в Корее. Однако в IX веке, с началом периода относительной внешней изоляции страны и ослабления империи Тан, необходимость в содержании такой гигантской армии отпала сама собой.
В IX—X веках в восточных провинциях появились крупные вооружённые банды разбойников, серьёзно осложнившие поступление налогов в казну, произошли также мощные выступления против тэнно (мятеж Тайры-но Масакадо). Для их подавления центр предоставил наместникам провинций значительно большие, чем ранее, военные полномочия. Если раньше требовалось получать от дадзёкан документ, разрешающий произвести набор солдат для конкретной военной акции хаппэй тёкуфу (яп. 発兵勅符), то теперь, на основании выдачи другого типа указов цуйбу кампу (яп. 追捕官符), наместникам управ было разрешено содержать военные отряды длительное время, практически на постоянной основе. Эти постоянные отряды и состояли из «первых самураев».
В эпоху Хэйан прекратился централизованный набор крестьян на военную службу и начался процесс формирования нового сословия профессиональных военных — самураев. Изначально самураи именовались цувамоно (яп. 兵), позднее буси (яп. 武士). Одно время историки полагали, что самураи произошли из богатых крестьян. Однако затем возобладала другая точка зрения: костяк появлявшихся самурайских дружин составляли средне- и низкоранговые аристократы, профессионально занимавшиеся военным делом (борьба с эмиси, шайками разбойников и т. п.). Многие из них были представителями боковых ветвей знатных родов. Помимо них самураями также становились не занятые земледелием охотники, рыбаки и изгои, отринутые обществом по разным причинам.
Основные аристократические линии, занимавшие высшие ранги и посты при дворе, в период Хэйан всё больше брезговали заниматься «военным делом»: под воздействием буддизма распространилось представление о греховности убийства всего живого (при въезде в столицу воины совершали церемонию очищения). Первые самураи, как правило, вступали в отношения зависимости от столичных аристократов, служили чиновникам провинциальных управ (кокуга (яп. 国衙) или в охране императорского двора (такигути-но муся). Главным оружием самураев периода Хэйан, как и времени борьбы Тайра и Минамото, был не меч, а лук и стрелы, при этом они воевали верхом на коне. Очень популярно среди буси было ябусамэ — особое развлечение, заключавшееся в стрельбе из лука на скаку. Слой самураев также был неоднородным. Особо авторитетные и удачливые главы военных домов назывались букэ-но торё (яп. 武家の棟梁). Но даже они не получали придворный ранг выше четвёртого. Четвёртый ранг был присвоен представителям линии Фудзивара Хидэсато (усмирителя мятежа Фудзивары-но Сумитомо), родов Сэйва Гэндзи и Камму Хэйкэ.
Таким образом, основатели военных домов были отпрысками боковых ветвей аристократических родов или происходили от самих императоров. У тэнно Сага (809—823) было 50 детей. Те из них, которые родились не от официальных жён, получали новый титул — минамото-но асон и тем самым лишались статуса принца крови. Этот титул давался и детям последующих императоров Ниммё, Монтоку, Сэйва. Потомкам императора Камму (781—806) жаловали титул тайра-но асон. Дети других тэнно могли получить любой из этих двух титулов. Отсюда и произошли знаменитые дома Тайра и Минамото.
В то время как центральная власть слабела, эти семьи набирали собственные дружины для сбора налогов, поддержания порядка в своих владениях и защиты северных границ от вторжений. Хотя кланы военных аристократов в это время ещё повиновались приказам императорского двора, а размер их земельных владений зависел от его расположения, они, периодически сражаясь друг с другом, постепенно превратились в грозную самостоятельную силу. Растущая мощь самурайского сословия в конечном счёте привела к свержению придворной аристократии и установлению первого сёгуната.

#### Мятеж Тайры-но Масакадо
В середине периода Хэйан произошло крупномасштабное выступление против центральной власти — Смута годов Дзёхэй и Тэнгё. Мятеж против власти тэнно подняли Тайра-но Масакадо и Фудзивара-но Сумитомо. Тайра-но Масакадо, закрепившись в области Канто, стал в 939 году именовать себя «новым императором» синно (яп. 新皇). Это уникальный случай в японской истории: ранее практически ни один из смутьянов и мятежников не претендовал на трон, а скорее позиционировал себя в качестве настоящего защитника интересов престола. Он учредил свой двор в местечке Исии провинции Симоса, самолично стал назначать чиновников и наместников провинций. Масакадо вступил в союз с Фудзиварой-но Сумитомо, который поднял мятеж на западе империи (Масакадо обещал Сумитомо пост кампаку). Фудзивара-но Сумитомо, занимавший пост управителя провинции Иё на острове Сикоку, при поддержке пиратов Внутреннего Японского моря захватил резиденцию наместника на острове Кюсю (Дадзайфу). В 940—941 годах мятеж Масакадо удалось подавить лояльным тэнно войскам во главе с Тайрой-но Садамори и Фудзиварой-но Хидэсато. Сумитомо был разгромлен Минамотой-но Цунэтомо, основателем знаменитого клана Сэйва Гэндзи. В японской историографии эти выступления рассматриваются как важное свидетельство роста могущества военных домов (букэ) и начала возвышения сословия буси (воинов). И мятежники, и их победители принадлежали к военным домам, Масакадо же иногда называют «первым самураем».

#### Внешняя политика. Войны с эмиси
В период Хэйан продолжалась экспансия японцев на север острова Хонсю, которая по-прежнему встречала ожесточённое сопротивление местных племен эмиси. После того как эмиси нанесли армии императора жестокое поражение в битве при Субусэ в 789 году, «главнокомандующим» в войне с «северными варварами» был назначен оказавшийся способным полководцем аристократ Саканоуэ-но Тамурамаро. В 796 году он получил должности муцу-но ками (яп. 陸奥守), муцу адзэти (яп. 陸奥按察使) и тиндзю сёгуна (яп. 鎮守将軍), а в 797 году стал сэйи тайсёгуном («великим полководцем, покорителем варваров»). Тамурамаро предпринял несколько успешных походов против эмиси, построил на их землях две крепости Исава-но дзё (яп. 胆沢城) и Сива-дзё (яп. 胆沢城). Покорённых эмиси называли фусю (яп. 俘囚). В 804 году Фудзивара-но Оцугу обратился к Императору Камму, прося остановить военную компанию против эмиси по той причине, что она тяжким бременем ложится на плечи народа. Император внял увещеваниям сановника, и война была остановлена. Граница между империей и владениями эмиси в IX веке проходила примерно по территории центральных районов современных префектур Иватэ и Акита.

#### «Двенадцатилетняя война»
В 1051 году на севере Японии в краю Осю началась «двенадцатилетняя война» — конфликт могущественного северного рода Абэ с центральными властями. Этот конфликт в японской историографии называют Осю дзюнинэн кассэн (яп. 奥州十二年合戦) или дзэнкунэн-но эки (яп. 前九年の役). Дом Абэ правил обширными районами провинции Муцу от имени императора, фактически пользуясь значительной автономией от центра. Относительно его происхождения до сих пор идут споры: одни считают, что Абэ были назначены центром руководить покорёнными эмиси, следовательно Абэ — эмиси. Другие полагают, что Абэ — отпрыски знатного столичного рода (тоже Абэ). Третьи уверены, что Абэ — военный дом местного происхождения, поступивший на службу к императорскому двору.
В середине XI века Абэ перестали выплачивать налоги в императорскую казну. В 1051 году наместник провинции Муцу Фудзивара-но Наритоо выступил в поход для усмирения смутьянов, но был наголову ими разбит в битве при Оникирибэ. Тогда императорский двор назначил наместником Муцу Минамото-но Ёриёси, военного аристократа из рода Сэйва Гэндзи. Ёриёси был способным военачальником, но и он не смог добиться быстрого успеха, война оказалась тяжёлой, и в ходе битвы при Киноми он потерпел поражение от Абэ-но Садатоо. И лишь в 1062 году Ёриёси смог переломить ход кампании в свою пользу, заручившись помощью другого могущественного северного рода из провинции Дэва — рода Киёхара, который прислал свои отряды для борьбы с Абэ. Одна за другой пали две твердыни Абэ — Куриягава-но саку (яп. 厨川柵) и Убато-но саку (яп. 嫗戸柵). Абэ-но Садатоо был казнён и двенадцатилетняя война завершена. Преобладающей силой на севере Японии стал род Киёхара, вознаграждённый императорским двором за оказанную поддержку. События этой войны описаны в военной повести «Муцу ваки» (яп. 陸奥話記, сказание о земле Муцу), переведена на русский язык В. Онищенко из университета Тохоку (г. Сэндай, Япония) в 2005 г..

### Война Тайра и Минамото
С начала XII века происходило постепенное возвышение дома Тайра. Тайра-но Тадамори в 1129 году был назначен двором командующим по усмирению пиратов, в 1139 году он смог подавить выступление монахов Кофуку-дзи. Сын Тадамори, Тайра-но Киёмори, сумел упрочить позиции своего рода. В 1156 году, после смерти императора-монаха Тобы, все крупнейшие знатные дома (Фудзивара, Тайра, Минамото) разделились на два лагеря: один выдвинул бывшего императора Сутоку (сына Тобы) на роль наследника, другой — брата Сутоку — Госиракаву (сына Тобы от другой жены).
Началась «Смута Хогэн». Внутри родов Фудзивара, Тайра и Минамото не было единства: одни представители этих кланов поддерживали Сутоку, другие Госиракаву. Так Минамото-но Ёситомо и Тайра-но Киёмори помогли Госиракаве стать тэнно. По итогам войны клан Тайра упрочил своё положение и стал доминировать при дворе. Второй этап борьбы за власть — Смута Хэйдзи (1159—1160 гг.) Тогда недовольные засильем рода Тайра Минамото-но Ёситомо вместе с Фудзивара-но Нобуёри выступили против Киёмори, но были разбиты. В 1167 году Киёмори занял должность великого министра (дадзё дайдзин). Ближайшие родственники Киёмори получили высокие ранги и должности при дворе, клан Тайра получил в свои руки огромное количество вотчин (сёэн). В 1178 году дочь Киёмори, ставшая ранее супругой тэнно, родила ему сына (будущего императора Антоку) и Киёмори сделался регентом (сэссё). Между тем, Хэйкэ стали пренебрежительно относиться к прежней знати.
Третий этап борьбы за власть, который привёл к падению власти Хэйкэ и реваншу Гэндзи, начался в 1180 году. Шестилетний период внутренних междоусобиц, борьбы между родами Тайра и Минамото именуют «Смутой годов Дзисё и Дзюэй» (1180—1185). К борьбе с Тайра первым призвал принц Мотихито, который счёл себя несправедливо обойдённым при восшествии на трон императора Антоку (внука Киёмори). Он, получив поддержку Минамото-но Ёримасы, разослал в провинции указ о низложении императора Антоку и об усмирении Тайра. Вскоре Мотихито погиб вместе со своими сторонниками в битве с карательной армией Тайра.
Тем временем сосланный в Идзу Минамото-но Ёритомо поднял восстание против Тайра. Сначала он потерпел поражение в битве при Исибасияма, но затем он быстро восстановил силы и перешёл в наступление, разгромив карательный корпус Хэйкэ в сражении на реке Фудзи. После этого боевые действия возглавляли его кузен Минамото-но Ёсинака и младший брат Минамото-но Ёсицунэ. В 1181 году глава рода Тайра, Киёмори, скончался от лихорадки.
В шестом свитке «Повести о доме Тайра» (часть седьмая) о смерти Киёмори говорится так: «Был Киёмори могуч и властен, по всей стране гремело его грозное имя, и все же, в одночасье в дым обратившись, рассеялся он в небесах над столицей. Лишь кости недолгое время ещё оставались, но вскоре прибрежный песок, играя, засыпал их, и кости, смешавшись с землею, рассыпались прахом». Эта смерть нанесла огромный удар клану. В битве на перевале Курикара Ёсинака разбил силы Тайра, а в 1183 году изгнал Тайра из столицы, но затем, по приказу Ёритомо был разбит армией под началом Ёсицунэ и Минамото-но Нориёри и погиб. Ёсинака рассматривается многими историками не как подчиненный Ёритомо военный вождь, а как один из претендентов на власть над всей Японией.
После этого Ёсицунэ одержал блестящие победы в битвах при Ити-но тани, Ясиме и окончательно разбил Тайра в 1185 году в морском сражении при Дан-но-ура. Однако Ёритомо счел Ёсицунэ соперником в борьбе за власть и в конце концов в 1189 году погубил брата, бежавшего во владения «северных Фудзивара». Сделав резиденцией хорошо укрепленный прибрежный город Камакуру, в 1192 году Ёритомо получил титул «Сэ-и-Тай сёгуна» («Великий воевода покоряющий дикарей»), положив начало семи векам военной диктатуры.

## Культура периода Хэйан
В конце X века Императорский дворец перестал быть местом политических действий, он стал центром процветания культуры. Его покои были украшены произведениями искусств лучших мастеров. Часто устраивались празднества, на которые приглашались самые лучшие поэты того времени, проводились музыкальные и поэтические турниры, различные игры. Многие игры были заимствованны из Китая и требовали великолепного знания китайской культуры и поэзии.
Основным учебным заведением для детей аристократов была палата наук, находившаяся в подчинении у Церемониального ведомства. В неё входили 4 отделения: китайской классики, истории и словесности, юриспруденции, математики. Мужчина из знатной семьи должен был наизусть знать основные труды конфуцианских классиков и сочинения китайских историков. Чтобы принимать участие в дворцовых увеселениях, нужно было самому уметь слагать стихи, играть на нескольких музыкальных инструментах и иногда даже уметь расписывать в китайском или японском стиле веер или ширму. Несмотря на огромное влияние буддизма, хэйанское общество ориентировалось больше на стиль, чем на моральные принципы, а добродетельность стояла на втором плане после внешнего вида.
Требования для знатных женщин были проще. Они чаще всего были удалены от непосредственного участия в общественной жизни. Тем не менее жёны и наложницы императора обладали большим влиянием и угождение им было одним из основных занятий многих придворных.
В X веке заканчивается процесс переосмысления и усвоения культуры, заимствованной из Китая. В конце IX века началась трёхсотлетняя изоляция Японии. В это время хэйанские аристократы создали неповторимую, собственную культуру, отталкиваясь от культурных традиций Кореи и Китая. В живописи большую популярность завоевал национальный стиль ямато-э, изменился характер архитектуры, в моду вошли старинные народные песни, исполнявшиеся по правилам гагаку.

### Тэндай

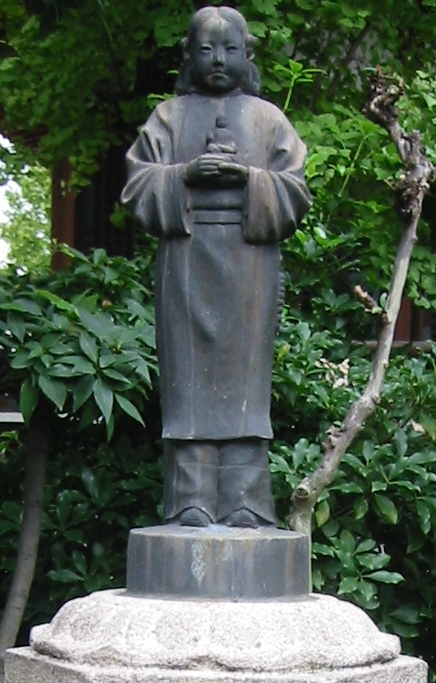
Статуя Сайтё в храме в Кобэ

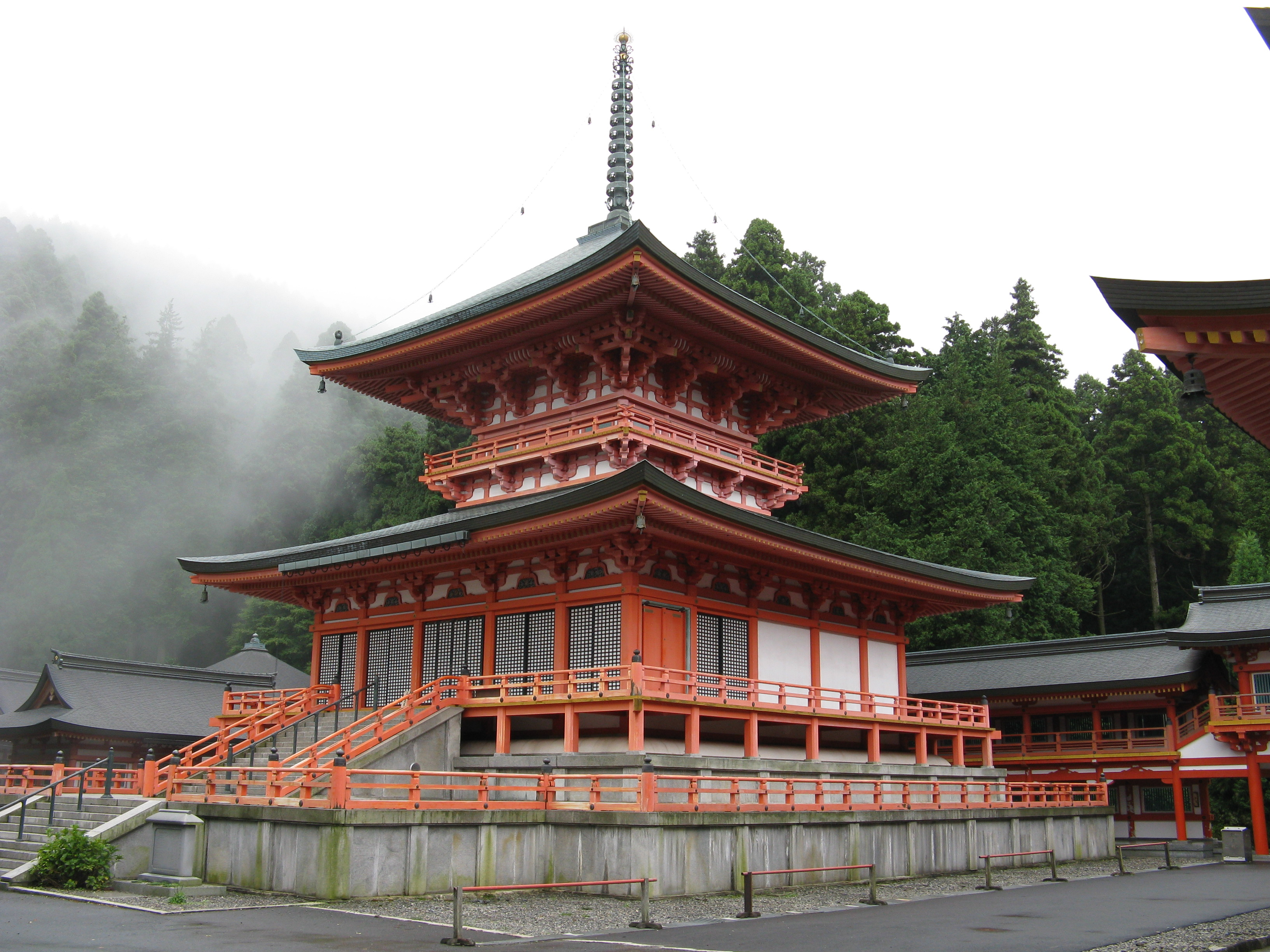
Одна из построек монастыря Энряку-дзи
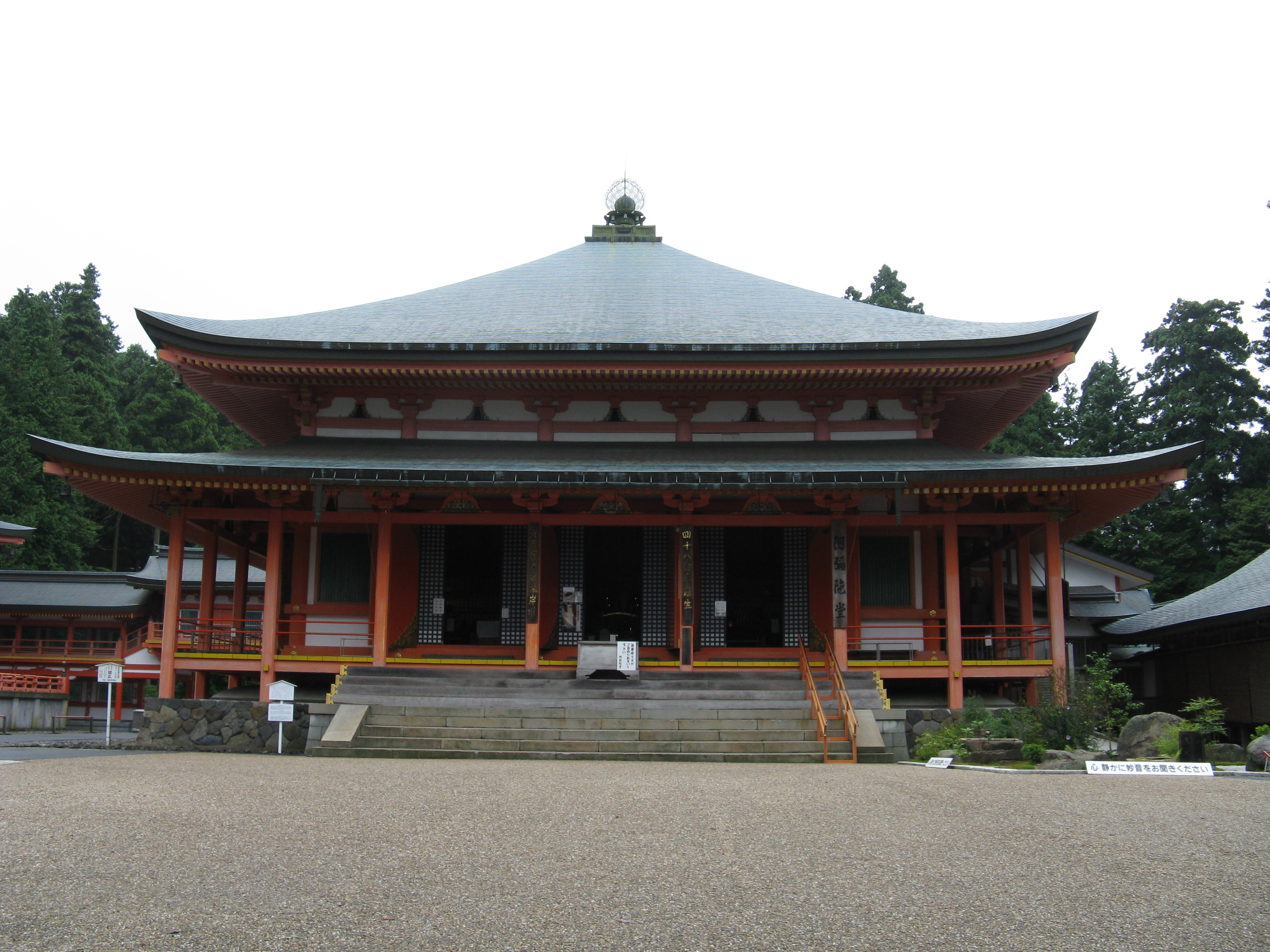
Одна из построек монастыря Энряку-дзи

### Сингон

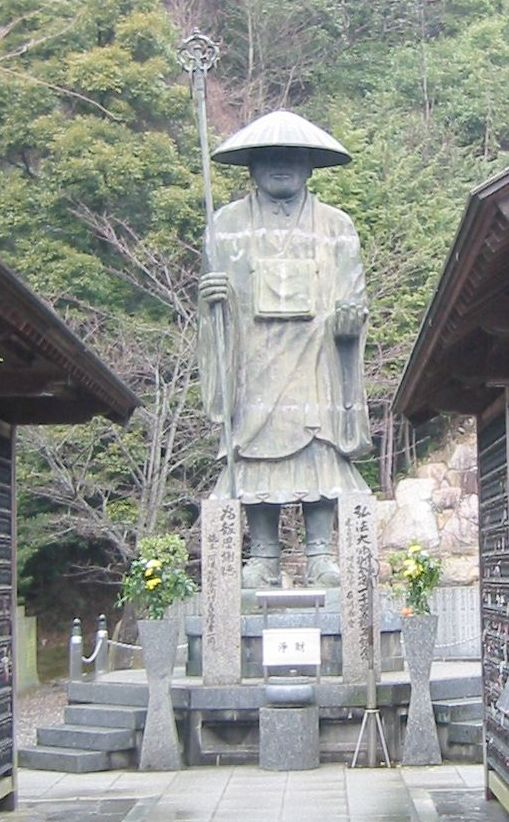
Кукай

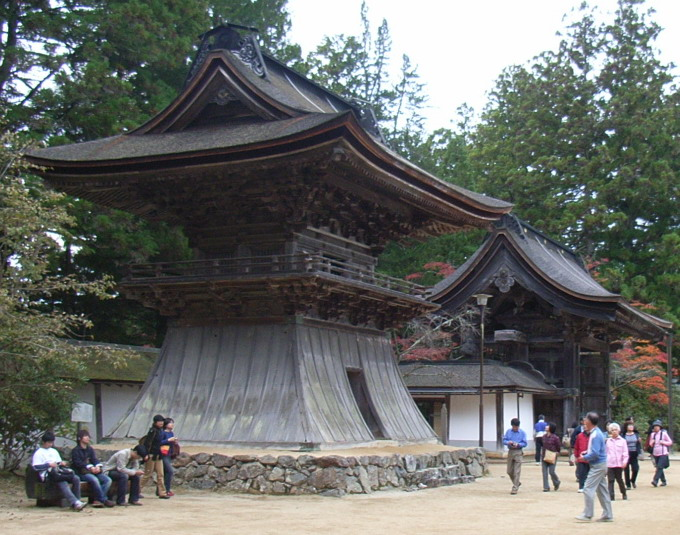
Двор храма Конгобу-дзи
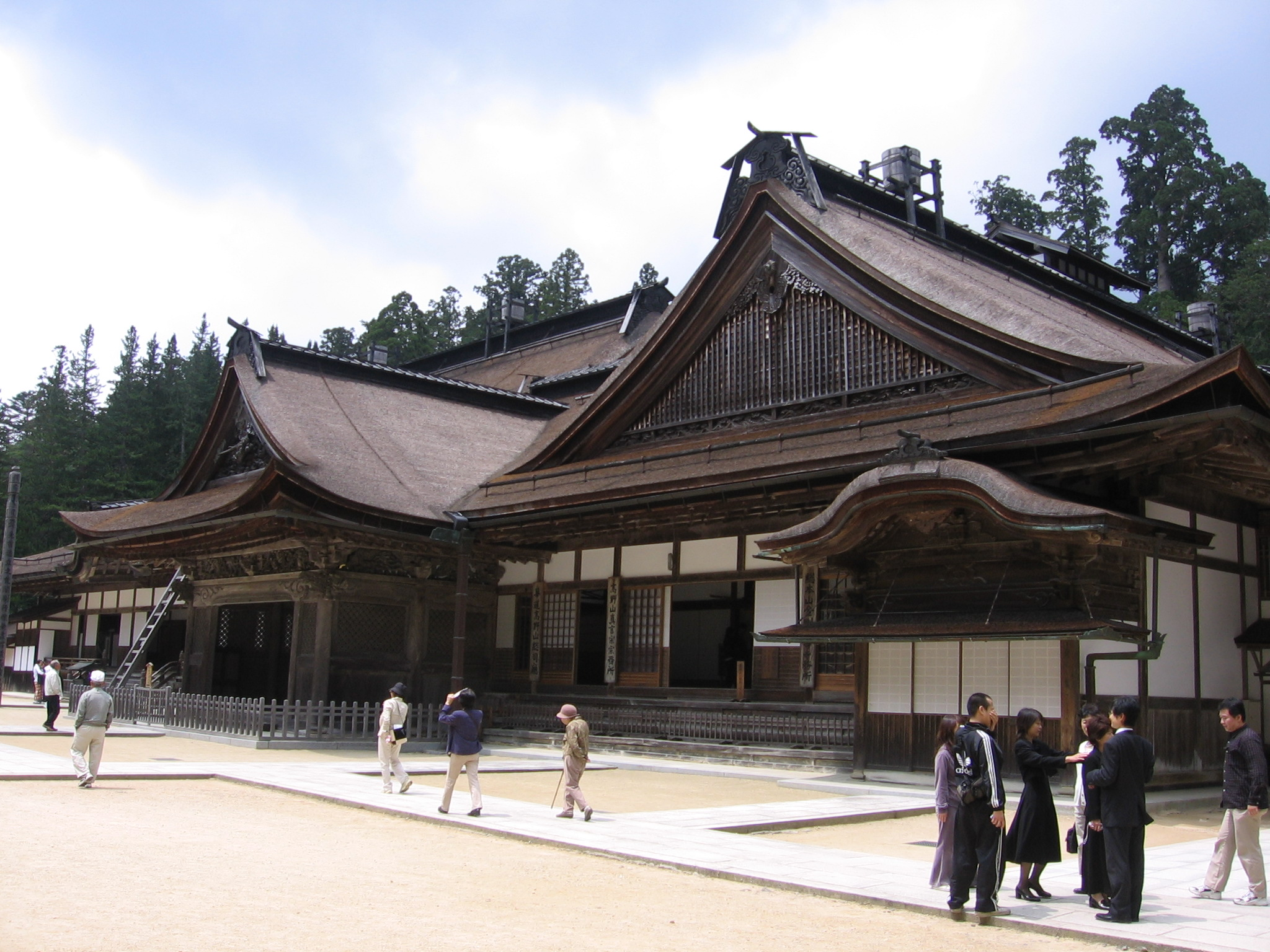
Конгобу-дзи

### Чистая Земля

Гигантская статуя Будды Амиды (Дайбуцу). Котоку-ин, Камакура, Япония